# Weiacher Kies

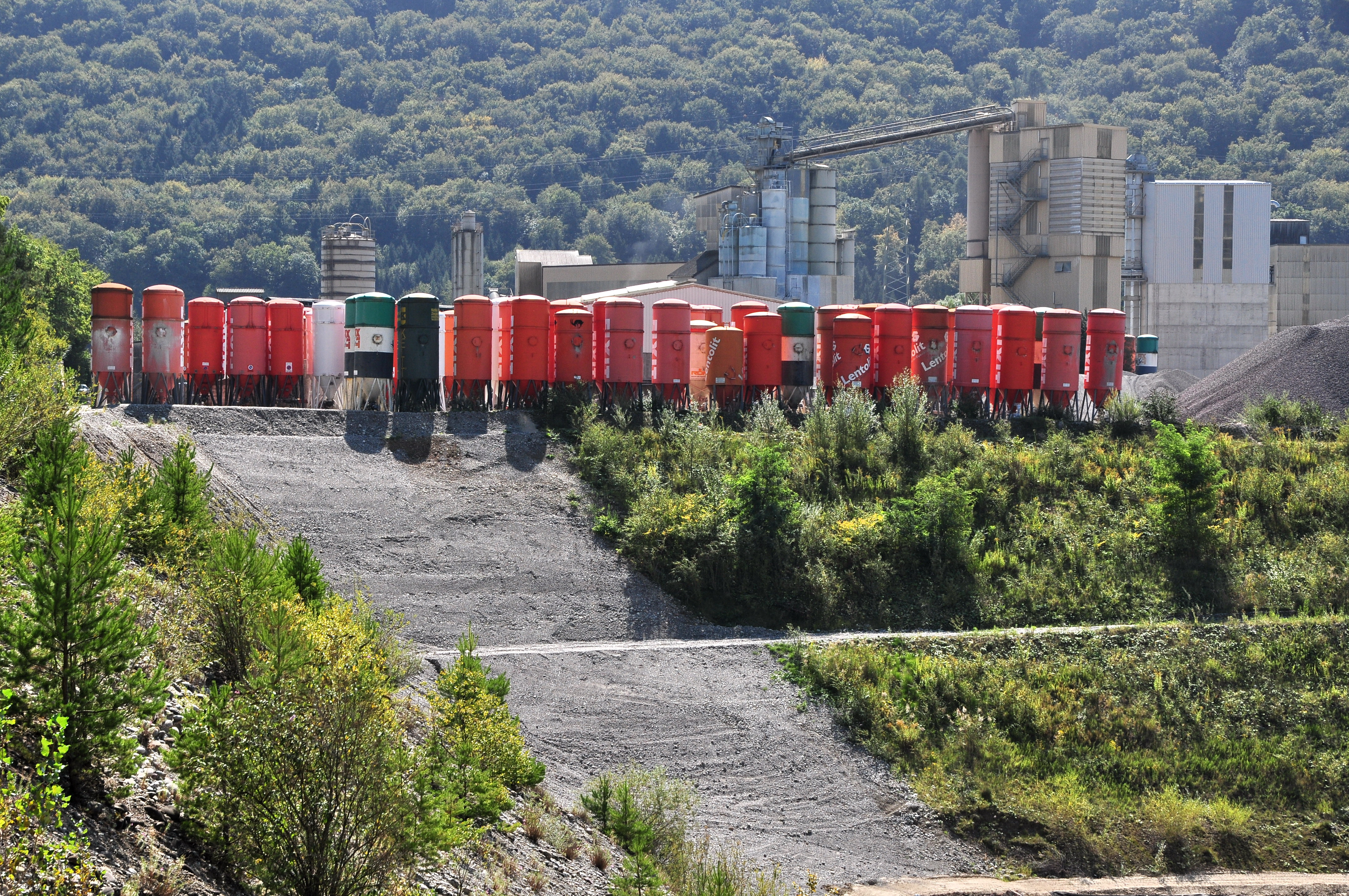
Werksgelände in Weiach

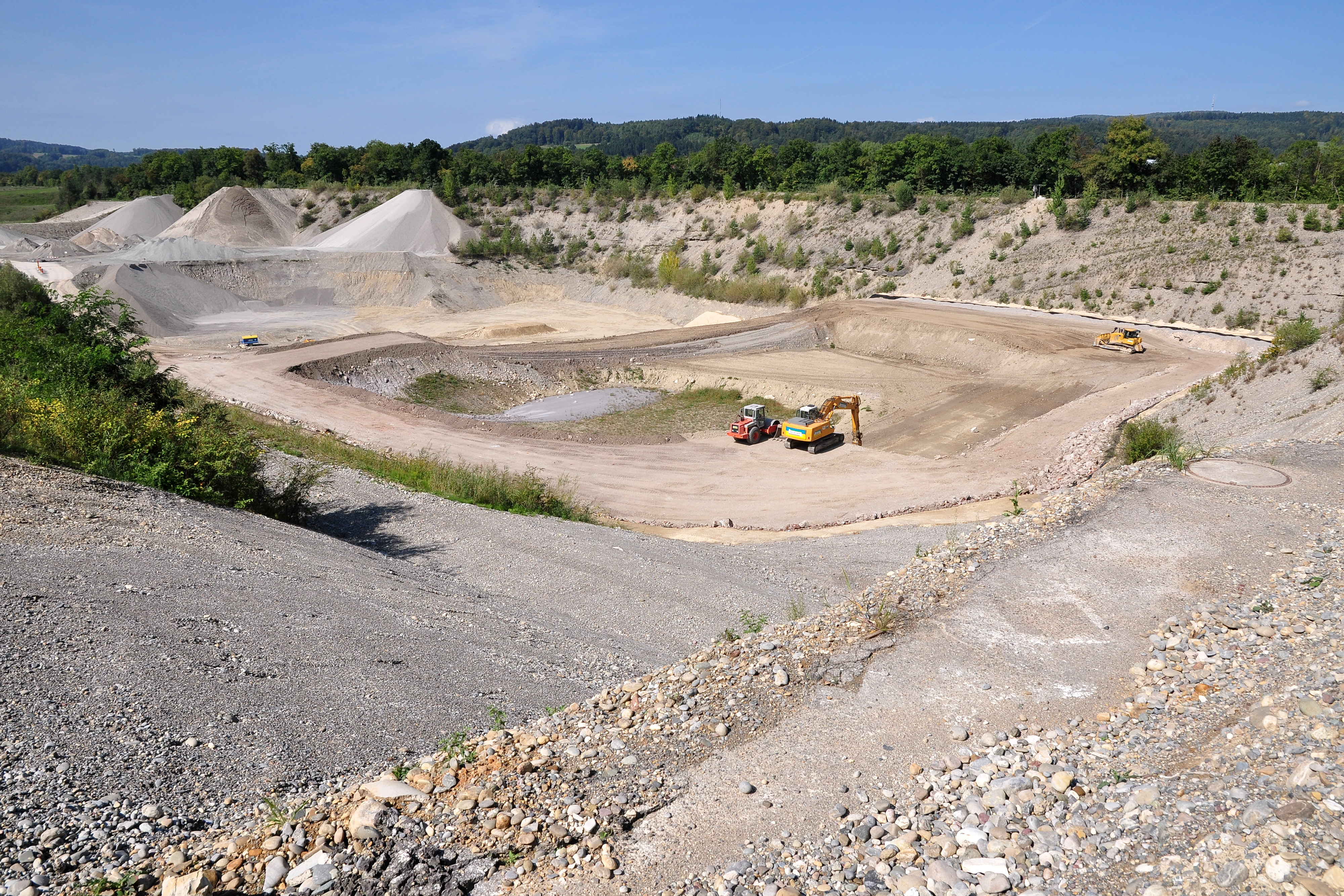
Inertstoffdeponie in der Nordgrube

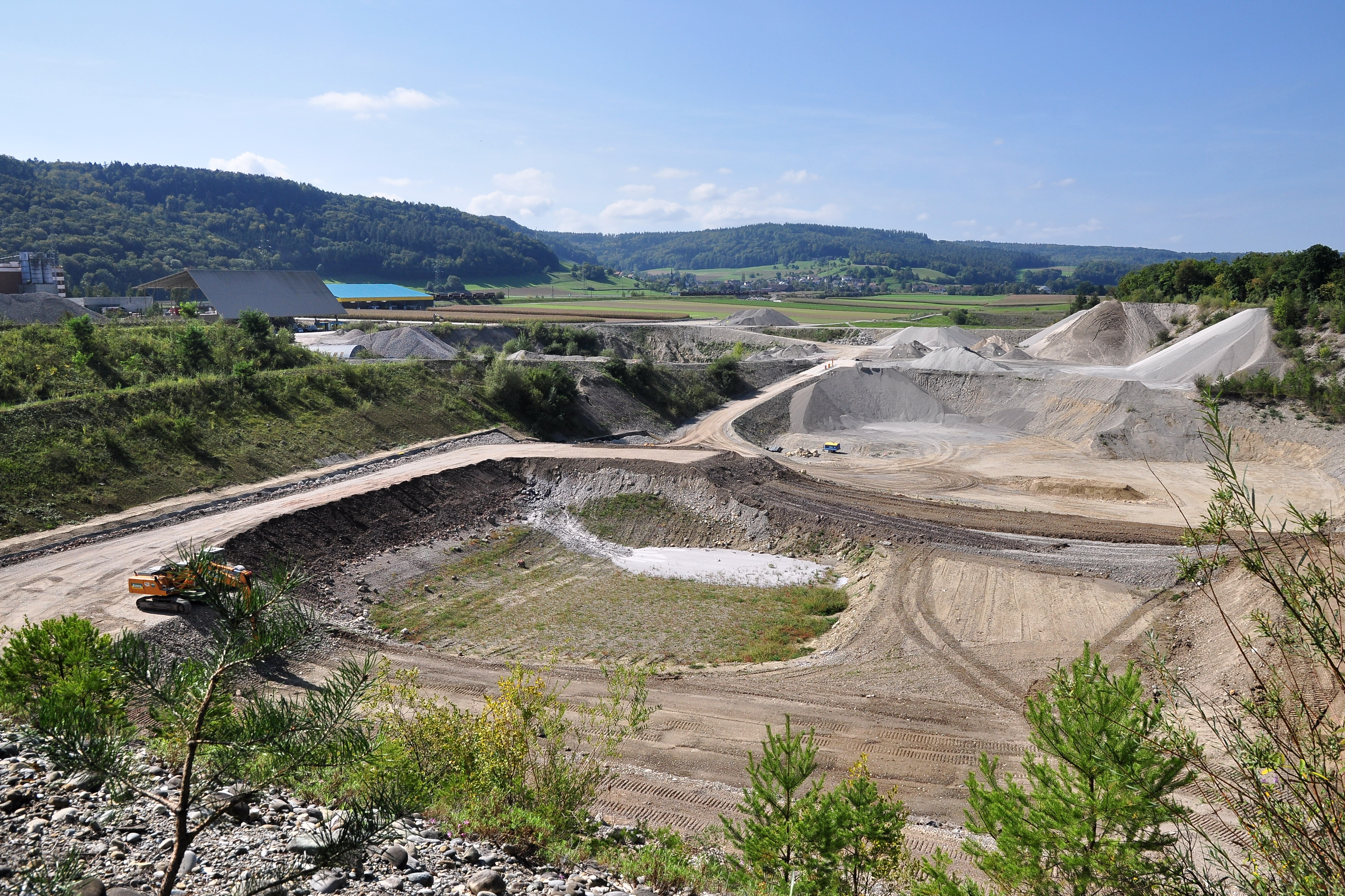
Werksgelände, Teil Fixit-Werk

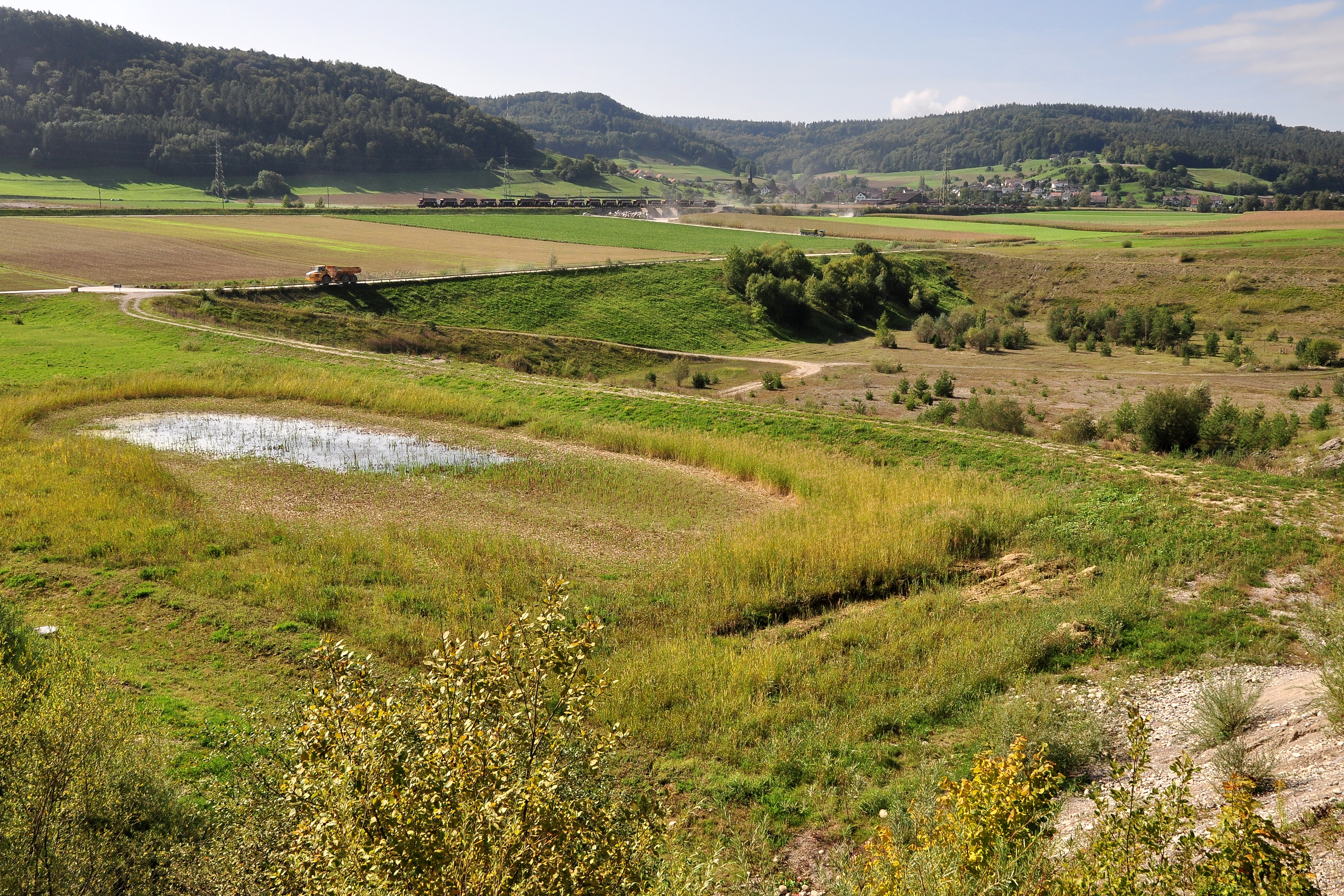
Teilweise renaturiertes ehemaliges Abbaugebiet in Weiach (unter Naturschutz)

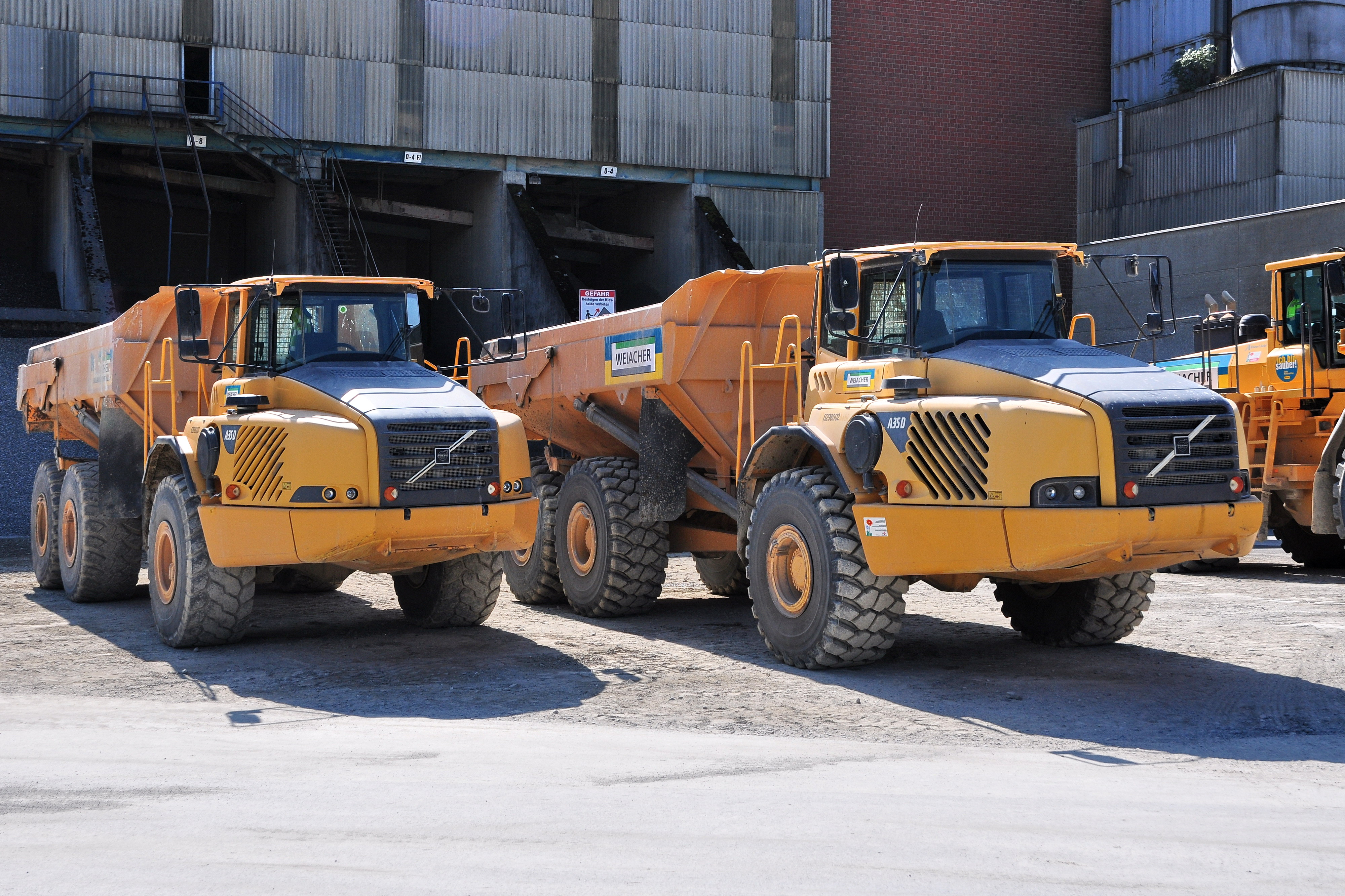
Fahrzeugpark

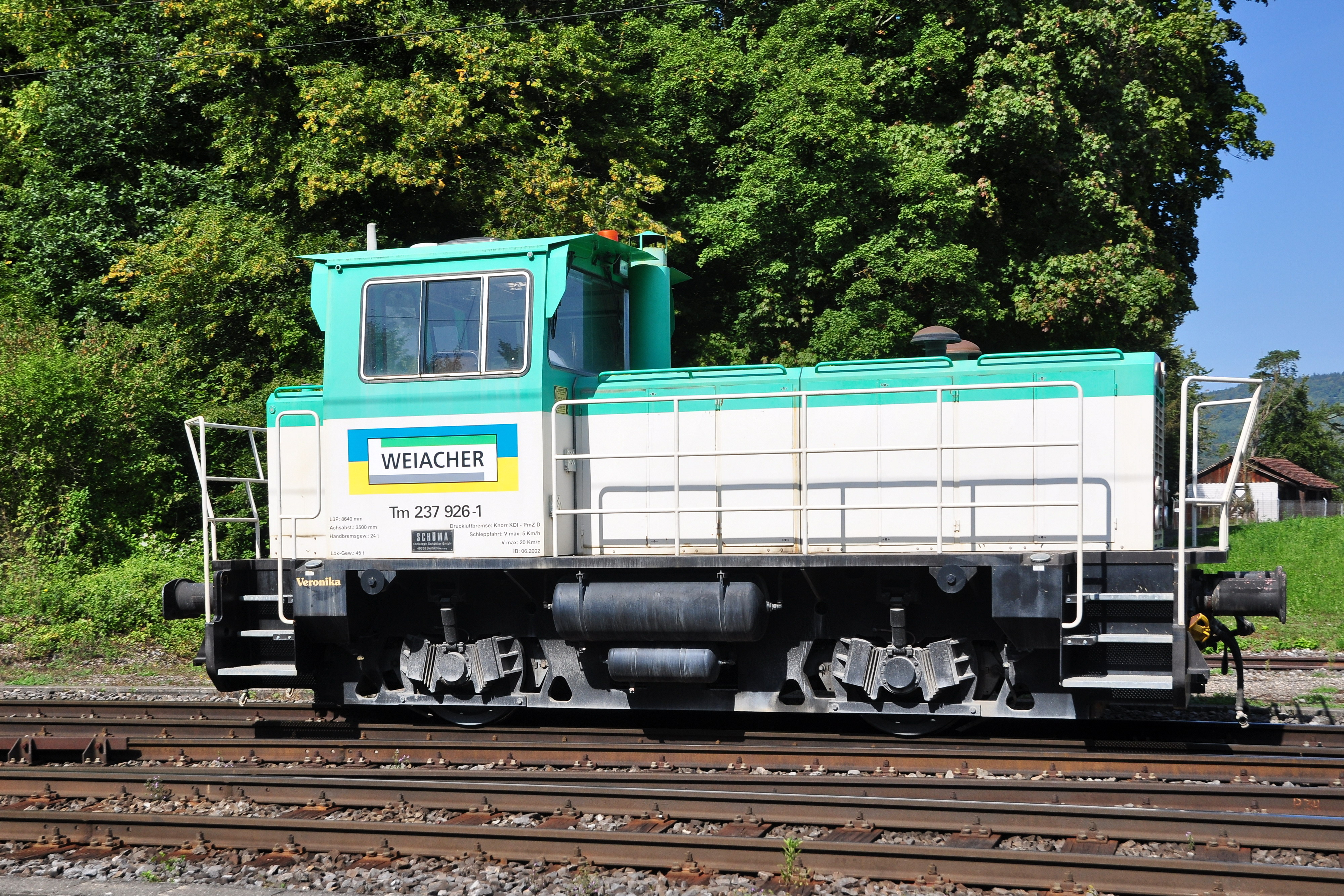
Werkslokomotive «Veronika» in Eberhard-Farben im Bahnhof Zweidlen

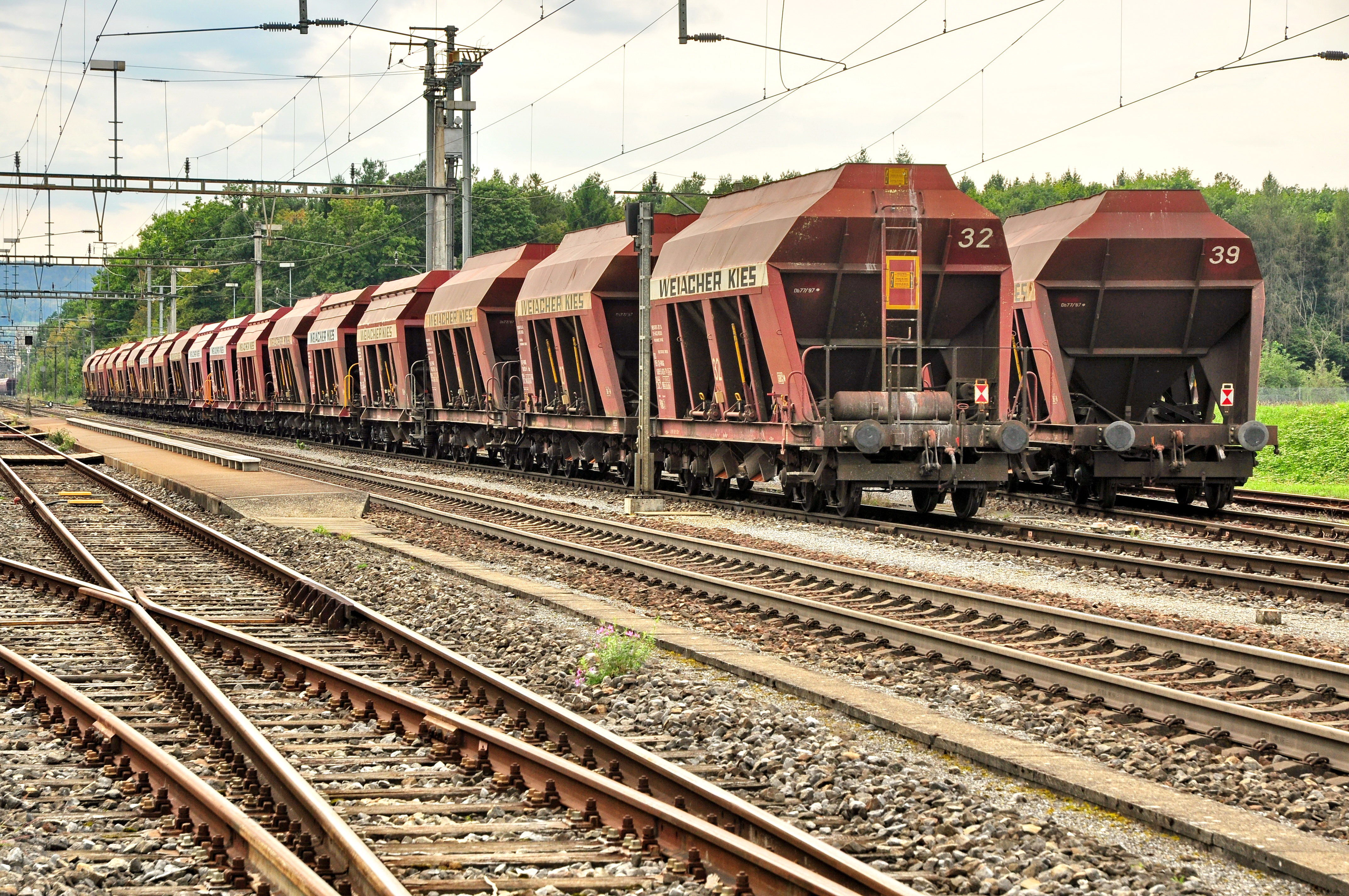
Güterwagen «Weiacher Kies» in Haniel-Farben im Bahnhof Zweidlen

Die Weiacher Kies AG ist eines der grössten Kiesabbauunternehmen der Schweiz. Sie gehört seit Mai 2009 zur Eberhard Holding AG mit Sitz in Kloten. Das Unternehmen tritt auf dem Markt unter der Marke «Weiacher» auf.

## Wirtschaftliche Bedeutung
Im Zürcher Unterland liegen 75 Prozent der Kiesreserven des Kantons Zürich. Die Abbaugebiete der Weiacher Kies AG gehören zu den bedeutendsten Standorten, an denen dieser Rohstoff im Zürcher Unterland gewonnen wird.
Das Unternehmen ist der einzige Industriebetrieb auf dem Gebiet von Weiach und der wichtigste Steuerzahler der Gemeinde. Nicht zuletzt dadurch ist Weiach eine der steuergünstigsten Gemeinden im Zürcher Unterland geworden. 5 Prozent des Aktienkapitals sind im Besitz der politischen Gemeinde Weiach, deren Gemeindepräsident ex officio Mitglied des Verwaltungsrats der Weiacher Kies AG ist.
Die Schüttgüter- und später auch die Aushubwagen der Weiacher Kies AG tragen den Namen der Gemeinde in die ganze Schweiz hinaus.

## Abbau und Produkte
Der Abbau erfolgt im offenen Tagebau bis in eine Tiefe von ca. 30 Metern unter das gewachsene Terrain. Damit liegt die Sohle der Kiesgrube fast auf der Tiefe des nördlich des Abbaugebietes fliessenden Rheins. Nach dem Entfernen der Humusschicht wird der Wandkies mit Hilfe von Radladern abgetragen und zu einem Zwischenlager geführt, von dem aus das Material über Förderbänder aus der Grube ins Werkgebäude transportiert wird.
Im Kieswerk wird das Kiesmaterial gewaschen, nach Korngrössen sortiert und teilweise in Brechern weiter aufbereitet. Das Produkt wird danach als Betonzuschlagsstoff oder Schüttkies für den Einbau in Strassenkofferungen verwendet.
Die Weiacher Kies AG bietet auch Sand, Kies, Splitt, Schotter und Transportbeton an.

## Geschichte
Nach dem Scheitern eines gewerblichen, 1957 von der Gemeinde Weiach bewilligten Kiesabbau-Projekts der Gebrüder Aymonod aus Pratteln und Muttenz übernahm der Franz Haniel-Konzern in Duisburg, Deutschland, die Konzession und erstellte 1962 im Hard, der zwischen Rheinsfelden und dem Dorf Weiach gelegenen Ebene, ein grosses Kieswerk.
Das Werk war die erste Anlage in der Schweiz, in welcher der Kiesabbau mit einem industriellen Verfahren betrieben wurde. Eine weitere Besonderheit bestand darin, dass von Anfang an Bahntransporte zu den Kunden eine grosse Rolle spielten. Seit 1962 setzt die Weiacher Kies AG von der eigenen Verladestelle nahe dem Bahnhof Zweidlen an der Strecke Bülach–Koblenz aus ihre Blockzüge mit Schüttgutwagen ein. Die ersten grossen Kieslieferungen gingen an die Baustellen der Nationalstrasse N3 (heute A3) auf dem Höhenzug am linken Zürichseeufer.
Die Weiacher Kies AG liess 2001 die Hauptstrasse Basel–Winterthur und die Axpo-Hochspannungsleitung Breite–Beznau an den Hangfuss unter dem Chilenholz verlegen, um weitere Kiesreserven abbauen zu können. Bei archäologischen Untersuchungen im Zusammenhang mit der Verlegung der Kantonsstrasse kamen umfangreiche Spuren prähistorischer Siedlungen zum Vorschein.
Bis im Frühjahr 2004 war die Weiacher Kies AG eine 100%ige Tochter der Franz Haniel & Cie. GmbH in Duisburg (Fortune-Global-500-Liste 2006: Rang 179). Von Frühling 2004 bis Anfang Mai 2009 gehörte die Firma zum französischen Baustoff-Konzern Lafarge mit Sitz in Paris (Fortune Global 500-Liste 2006: Rang 325). Anfang Mai 2009 kaufte das in den Bereichen Tiefbau, Altlastensanierung und Deponiemanagement tätige, im Zürcher Unterland beheimatete Familienunternehmen Eberhard die Weiacher Kies AG auf.

## Auffüllung und Rekultivierung
Nach dem Kiesabbau und der Wiederauffüllung entstanden im Gebiet Rüteren nördlich der Bahnlinie Landwirtschaftsland, aber auch unbewirtschaftete, naturnahe Zonen. So wurden grosse Flächen mit kiesig-steinigen Böden brachliegen gelassen. Darauf können sich Ersatzlebensräume für die mit der 5. Bauetappe des Flughafens Zürich überbauten Biotope schützenswerter Pflanzen und Tiere entwickeln. In Absprache mit Kanton und Gemeinde entstehen auf dem Areal der Weiacher Kies AG insgesamt rund 23 Hektaren ökologische Ausgleichsflächen (Weiher, Biotope, Trockenstandorte, Wiesen und Hecken). Die renaturierten Flächen werden zu Lebensräumen seltener Pionierpflanzen sowie bedrohter Vogel- und Insektenarten. Erste Bruterfolge des Flussregenpfeifers sind zu verzeichnen. Das Gebiet ist allerdings gemäss Kantonalem Richtplan langfristig als mögliche Abfalldeponie vorgemerkt, was im Rahmen der Richtplanrevision 2007 zu Einsprachen durch Naturschutzorganisationen führte.

## Abbaupläne
Da die Kiesreserven in den Abbaugebieten zwischen der Bahnlinie Winterthur–Koblenz und der verlegten Kantonsstrasse zur Neige gehen, plante die Weiacher Kies AG ab 2012, neue Abbaustellen im Gebiet Hasli, einer in Richtung Kaiserstuhl und Fisibach gelegenen Schotterterrasse nordwestlich des Dorfes Weiach, zu erschliessen. Diese Pläne waren während Jahren blockiert, da sich die Firma mit einem zweiten Inhaber von Abbaurechten sowie mit den Behörden des Nachbarkantons Aargau, bis auf dessen Gebiet sich der Abbauperimeter erstrecken soll, nicht einigen konnte. Nach der Einigung zwischen den Firmen und der Genehmigung der Pläne durch den Kanton Zürich wird ein Abbaubeginn spätestens 2025 erwartet.